# Municipio de Dale (Dakota del Norte)
El municipio de Dale (en inglés: Dale Township) es un municipio ubicado en el condado de Burke en el estado estadounidense de Dakota del Norte. En el año 2010 tenía una población de 27 habitantes y una densidad poblacional de 0,29 personas por km².

## Geografía
El municipio de Dale se encuentra ubicado en las coordenadas 48°51′9″N 102°28′35″O / 48.85250, -102.47639. Según la Oficina del Censo de los Estados Unidos, el municipio tiene una superficie total de 93.44 km², de la cual 91,86 km² corresponden a tierra firme y (1,69 %) 1,58 km² es agua.

## Demografía
Según el censo de 2010, había 27 personas residiendo en el municipio de Dale. La densidad de población era de 0,29 hab./km². De los 27 habitantes, el municipio de Dale estaba compuesto por el 100 % blancos. Del total de la población el 7,41 % eran hispanos o latinos de cualquier raza.